# Юриспруденция

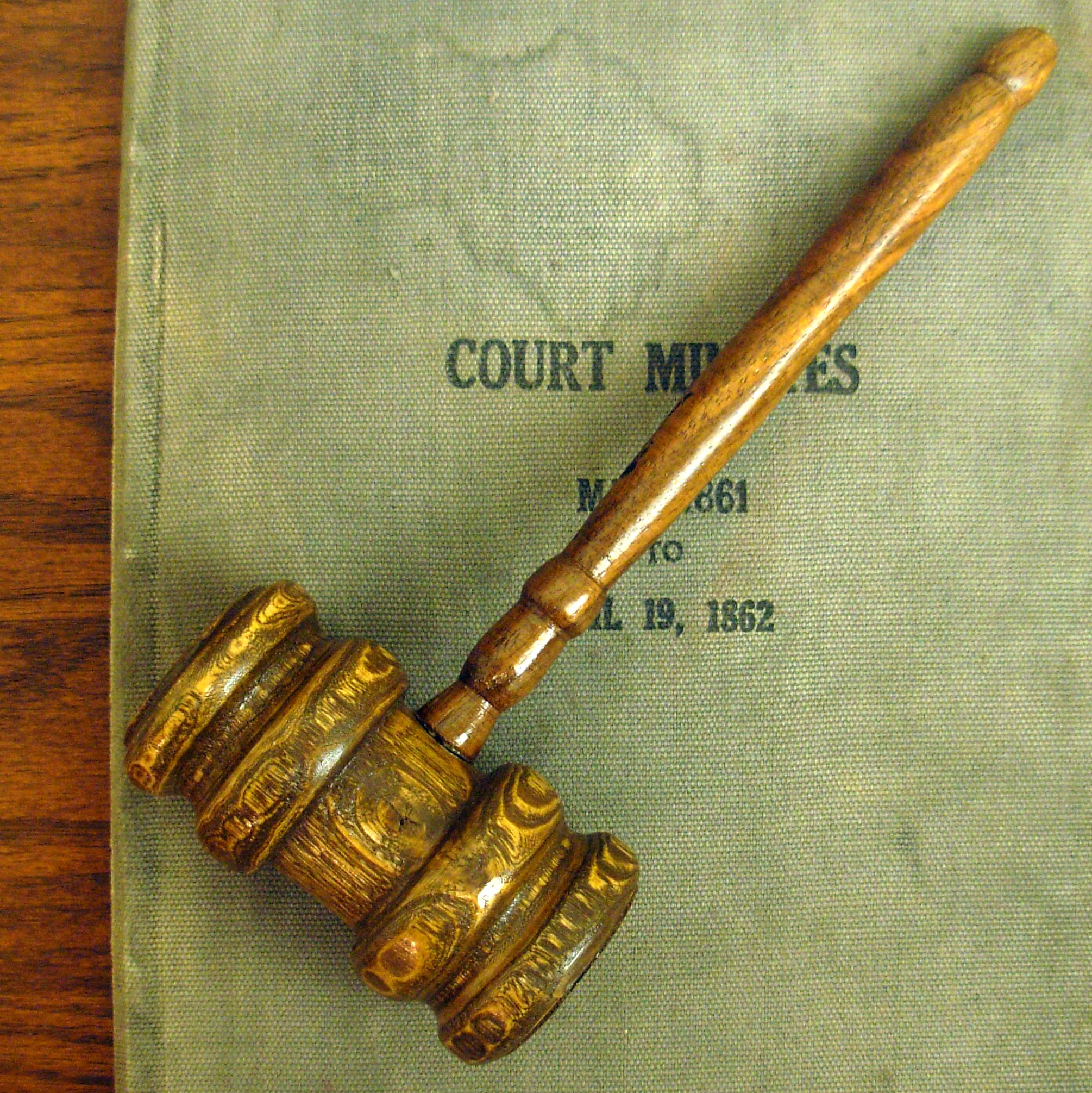
Философы права спрашивают: «что такое право и каким оно должно быть?»

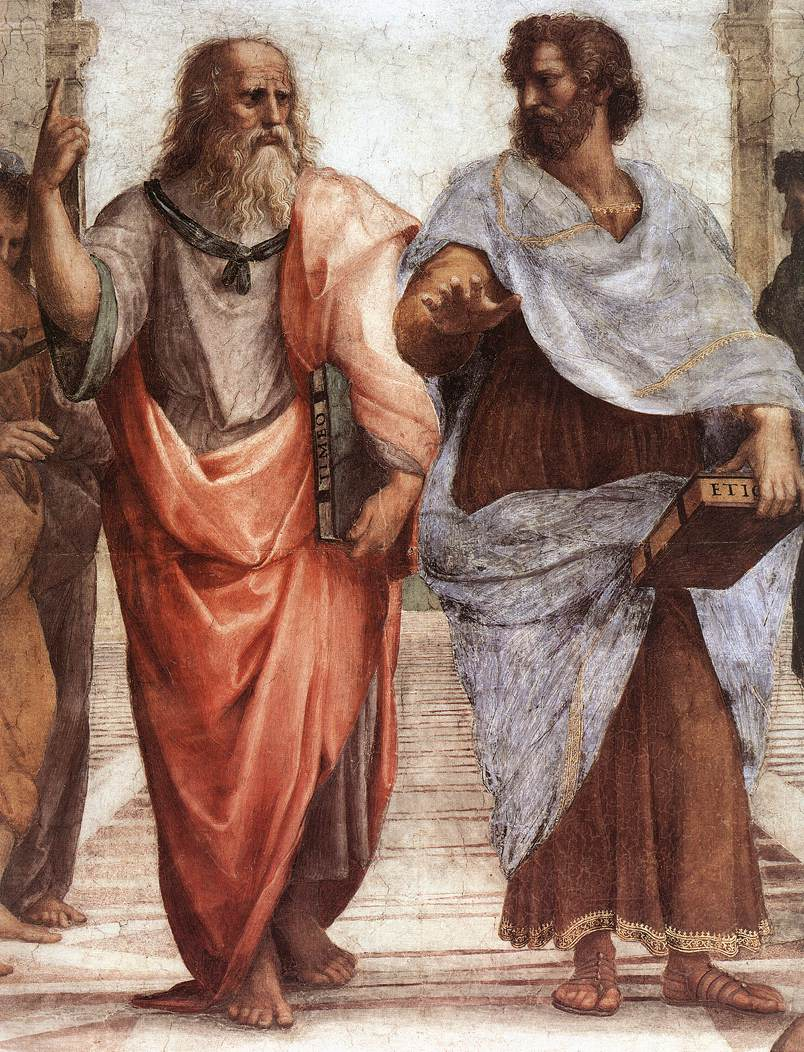
Платон (слева) и Аристотель (справа), фрагмент «Афинской школы»

Юриспруде́нция (лат. jūris prūdentia «правове́дение» ← jūs род. п. jūris «право» + prūdentia «предвидение; знание») —  наука, которая занимается изучением сущности, свойств и функций государства и права; совокупность правовых знаний; практическая деятельность юристов и система их подготовки.
Юриспруденция как наука возникла в Античности, поэтому многие правовые (юридические) термины имеют греческие и латинские названия. Также под юриспруденцией понимают несколько взаимосвязанных понятий:
1. Науку о государстве и праве, изучающую результаты правового регулирования и выдвигающую правовые идеи о возможности внесения прогрессивных изменений в механизм, и способы регулирования общества.
2. Совокупность знаний о государстве, управлении, праве, наличие которых даёт основание для профессионального занятия юридической деятельностью.
3. Практическое применение юридических знаний, деятельность юристов.

Правовые науки, юридические науки — общественные науки, изучающие право, правовую систему как систему социальных норм, правотворческую и правоприменительную деятельность.
В России также используется термин правове́дение.

## Отрасли
- Теоретические и философские правовые науки — юриспруденция, история государства и права (история права), теория государства и права, история правовых учений.
- Правовые (юридические) науки по отраслям права: наука гражданского права, наука уголовного права и др.
- Прикладные правовые науки — криминалистика, криминология, судебная медицина, судебная психиатрия, юридическая психология и др.

## История

### Античность
Элементы юриспруденции возникали по мере развития законодательства и правовой науки: некоторые сведения о праве включались в систему общего образования ещё в древности.

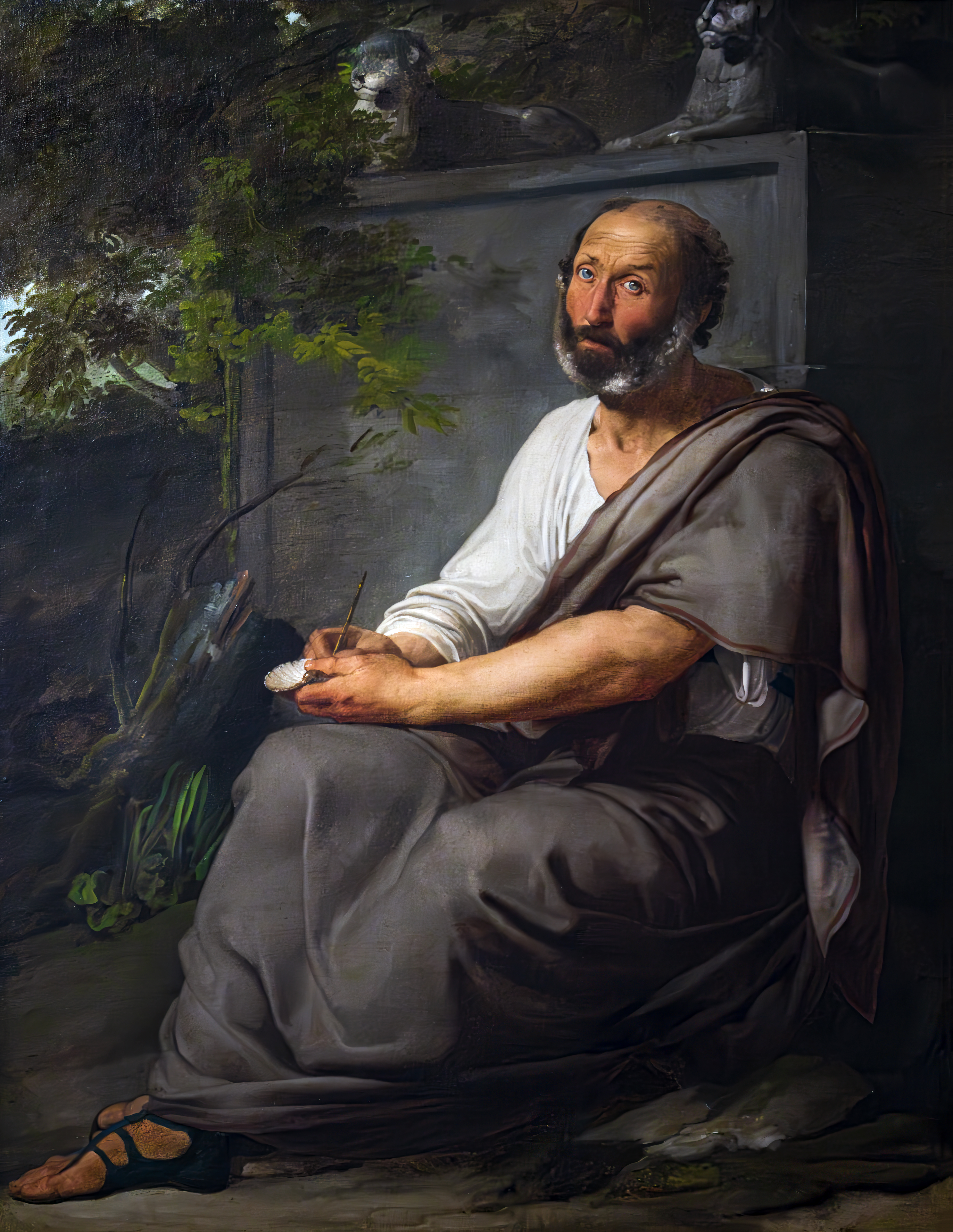
Аристотель Франческо Айеца, 1811

Первоначально они сопутствовали религиозным знаниям и философии. Например, в Древней Индии право брахманов связывалось с религиозным культом и изучалось наряду с ним. В Израиле правовые предписания изучались по Законам Моисея. В школах стоиков времён эллинизма обучали судебному красноречию.
Постепенно юриспруденция обособилась в самостоятельную учебную дисциплину, и уже применительно к Древнему Риму можно утверждать о наличии определённой системы юридического образования. Первоначально знание права в Древнем Риме также являлось привилегией жрецов. Римский юрист Секст Помпоний писал, что в 254 году до н. э. Тиберий Корунканий — первый верховный жрец из плебеев — объявил, что будет объяснять право каждому желающему, чем положил начало преподаванию права публично.
Первая частная юридическая школа, где учителя читали лекции, давали ответы на вопросы и вели диспуты с учениками, была организована Сабином в I веке н. э. (основана школа сабинианцев была ещё раньше Капитоном). Также известна школа прокульянцев. В IV−V веках существовало уже несколько таких школ с четырёхлетним сроком обучения (в Риме, Константинополе, Афинах, Александрии, Цезарее, Бейруте), где ученики изучали сочинения известных римских юристов, прежде всего Институции Гая, а также сочинения Папиниана и Юлия Павла. В 533 году император Юстиниан издал специальную конституцию о введении 5-летнего курса обучения с обязательным изучением его Институций, Дигест и Кодекса Юстиниана.
Среди различных прочих функций, которые выполняли юристы в классическую эпоху существования римского права (первые три века нашей эры), были такие две:
1. давать юридические ответы (responsa) на поступавшие к ним вопросы от граждан; авторитетные знатоки права обычно собирали свои ответы по наиболее интересным делам и публиковали их в виде отдельной книги; так в юридической литературе сформировался особый жанр «Responsa»;
2. комментировать законы и иные нормы права с целью установления их смысла; данная функция могла осуществляться юристами в рамках учебной и научной деятельности, когда они писали разного рода учебники и авторские комментарии (к законам, эдикту и т. д.). Именно эти две функции привели к тому. что в эпоху классики юриспруденция превратилась в Риме в самостоятельный способ формирования новых правовых норм, то есть в один из источников (причем важнейший) римского права[4].

### Средневековье

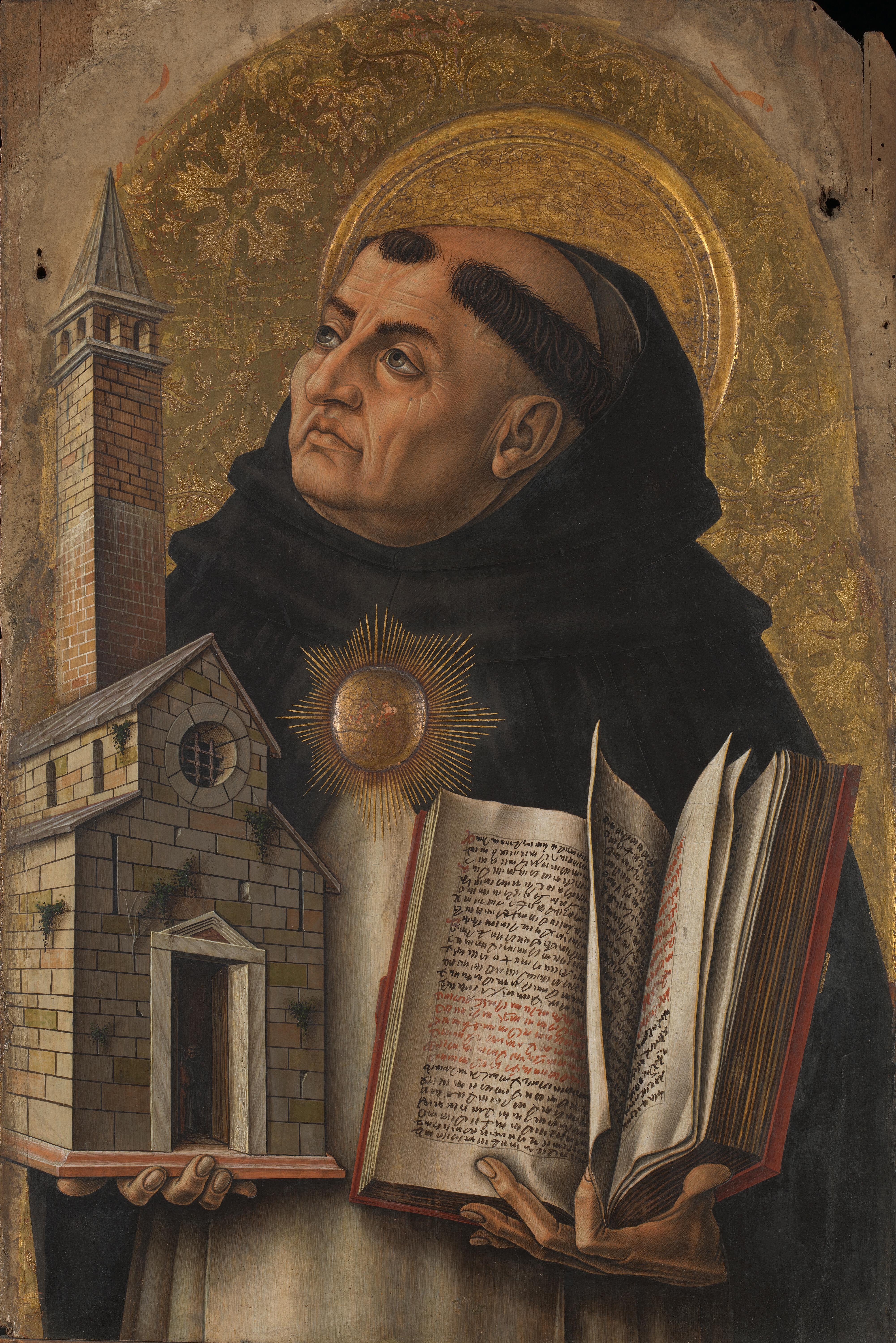
Фома Аквинский был самым влиятельным западным средневековым правоведом

Наследником римской юридической традиции продолжала оставаться Византия.
В арабских странах господство перешло к религиозному праву — шариату, поэтому правовые знания приобретались с религиозным исламским обучением.
В Западной Европе в период раннего Средневековья специального юридического образования не было. Однако в X веке в Павии была основана школа, где преподавалось лангобардское право. В конце XI века в Болонье помимо школы свободных искусств возникла школа права, позже преобразованная в Болонский университет, где в середине XII века обучалось римскому праву несколько тысяч студентов из разных стран Европы.
В XII—XV веках в ряде стран Западной Европы возникают университеты (Оксфордский, Кембриджский, Парижский, Падуанский и др.), где ведущими были юридические факультеты, на которых изучалось преимущественно римское право.
У народов Западной Европы юриспруденция становится неизменным спутником культурного развития. Постепенно развивающееся сословие юристов в Италии, Англии, Франции и Германии занято на протяжении веков теоретической и практической разработкой как римского, так и отечественного права, а также философским анализом доктрин так называемого естественного права. Трактаты юристов ложатся здесь в основание законодательной и судебной деятельности; многие из них приобретают авторитет, равный законодательному. Западноевропейские законоведы с первых же шагов своей деятельности ставят себе чисто практические задачи, чуждые интересов религии и политики. Первоначальные трактаты этих юристов являются практическими сборниками формуляров для заключения юридических сделок и судебного процесса.
Особенностью юриспруденции средневековой Англии стало появление многочисленных документов, brevia writs, содержащих индивидуализированные, подобно римским, иски на каждый случай нарушения прав, охраняемых законами. Постепенно такие brevia подвергаются юридической разработке со стороны законоведов. Рядом со сборниками brevia появляются сборники судебных решений (records), комментарии к ним, судебные руководства (reports), с изложением наиболее важных судебных случаев и аргументации, на которой стороны основывали свои притязания. Наконец, появляются целые обзоры действующего права, имевшие огромное воспитательное и практическое юридическое значение. В XII и XIII веках среди таких сборников наиболее известен «Трактат о законах и обычаях королевства Английского» (Tractatus de legibus et consuetudinibus regni Angliae) Гленвиля — первый трактат по общему праву, а также «De legibus et consuetudinibus regni Angliae libri quinque» (англ. On the Laws and Customs of England) Генриха Брэктона — наиболее значительное из средневековых юридических сочинений Англии, представляющее собой обработку многочисленных судебных казусов и решений, проникнутую характерной для английской юриспруденции логикой и практическим смыслом. В нём также заметно влияние римского права и знакомство с Институциями Юстиниана.
Значительное отличие английской местной юридической традиции от континентальной, базировавшейся на романском праве, в дальнейшем предопределило раздельное развитие англо-саксонской и романо-германской правовых семей.
Французская юриспруденция до XV века направляет своё внимание на собирание и обработку обычного права в кутюмы (фр. coutume — обычай), но преимущественно с изучением римского права. Например, известны Великие Кутюмы Нормандии, Кутюмы Бовези Филиппа де Бомануара и кутюмы других французских земель и городов. На их основе в 1389 году был составлен «Большой сборник обычаев Франции», который однако не смог преодолеть разрозненность национального права во Франции (вплоть до Великой Французской революции).
Юриспруденция в Германии в ранний период своего развития отставала в развитии от английской и французской. Только к концу XIV века образуются значительные центры изучения права — Карлов университет в Праге, Гейдельбергский и Лейпцигский университеты, где каноническое право изучалось наряду с гражданским римским.

### Новое время

#### Англия

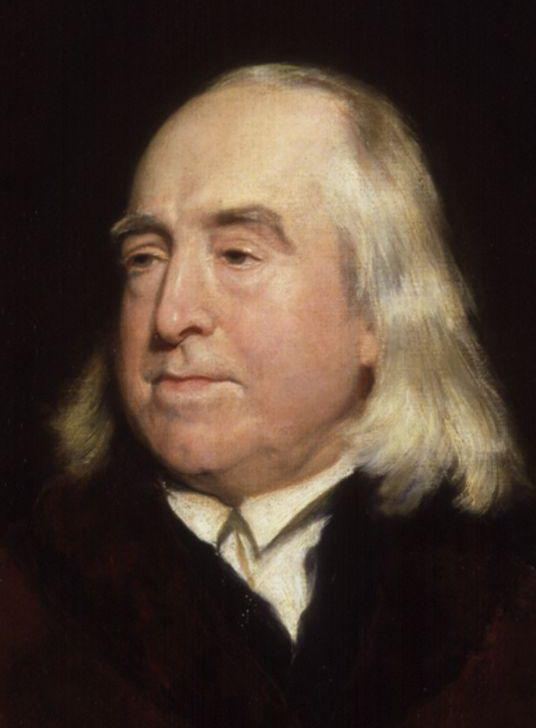
Утилитарные теории Бентама оставались доминирующими в праве вплоть до XX века

Новый толчок к развитию английской юриспруденции во второй половине XV века дают сочинения Фортескью: «De laudibus legum Angliae» и  Литлтона: «Tenures». Первое имеет преимущественное значение в области публичного, второе — в области частного права. За Литлтоном следуют С. Жермэн («Dialogus de fundamentis legum Angliae et de conscientia», 1523), Фитцгерберт («New Natura Brevium», 1538 г.), Стаунфорд, старейший английский теоретик уголовного права («The Pleas of the Crown», до 1558 г.), Смит (его «De republica Anglorum» представляет собой сжатый компендиум государственного, уголовного и гражданского права Англии его времени, 1565 г.).
Хорошо известно также сочинение Кока как общего характера — «Institutes of the laws of England». Существовал целый ряд второстепенных юристов, последовательно разрабатывающих отдельные отрасли и всю систему английского права (из них выдаются Hall, Hawkins, Comyns — юристы XVII века).
Одним из наиболее известных трудов английской юриспруденции Нового времени является четырёхтомная работа Уильяма Блэкстона «Комментарии к английским законам (англ. Commentaries on the Laws of England)» конца XVIII века. Им же было введено преподавание в университете национального общего права (англ. common law) в Великобритании, что оказало значительное влияние и на юриспруденцию США.

#### Франция
К концу XV века во Франции началась серьёзная обработка судебных решений в интересах практического применения права Jurisprudence des Arrêts, среди деятелей которой особенно выделялись Луэ (Louet), составивший около 1602 года сборник решений, и Денизар (Denisart). Затем следовал ряд юристов, направивших своё внимание, кроме изучения римского права, на обработку уже выработанного обычного права и многочисленных королевских ордонансов (ставших играть заметную роль вследствие воссоединения французских земель и усиления королевской власти), с целью объединения всех видов источников права во Франции. Среди них выделялись Дю-Мулэн, Кокиль, Луазель, Лорьер, Савари (в области торгового права), Потье, Д’Агессо, Домат.
После Великой французской революции издание новых кодексов (уголовный кодекс, гражданский кодекс Наполеона) вызвало многочисленную группу их комментаторов и создало научную деятельность, направленную на догматизацию положений и историческое изучение развития французского права.

#### Германия
По мере Рецепции римского права внимание правоведов Германии сосредоточивается все более и более на этом праве; самостоятельная мысль проявляется лишь в виде редких исключений, образцом которых является Ульрих Цазий. Практическое изучение права сосредоточивается в школе юристов, действовавших в области подсудности рейхскаммергерихта Священной Римской империи и его деятельности. Среди них выдаются во 2-й половине XVI века Иоахим Минзингер фон Фрундек (протестант) и его противник Андрей Гайль (католик).
Германское право изучается в смысле противоположения его римскому (в названии юридических трудов характерно differentiae). Здесь обращают на себя внимание «Differentiae juris civilis et sassonici» Бенедикта Рейнгарда (1549) и Людвига Факса (1567). С XVII века германская юриспруденция пытается вступить в оппозицию против господства римского права. В этом направлении проявляют свою деятельность школа естественного права и германисты. В 1643 году появляется сочинение Генриха Конринга: «De origine juris germanici», осветившее процесс развития национального германского права и его истинное отношение к римскому. За ним следуют работы Иоганна Шильтера — «Praxis juris romani in foro germanico» (1698) и Самуила Штрика — «Usus modernus pandectorum» (1690—1712).
В XVIII веке работы немецких юристов сосредоточиваются на вопросе о кодификации общего германского и местных прав прусского, баварского и австрийского: здесь выделяются имена Самуэля Кокцеи и Готтлиба Суареца.

#### Россия
Древнерусское право, действовавшее до XIV века, имело ряд сильных отличий от европейской юриспруденции того времени. Попытки выделить юриспруденцию в самостоятельный предмет обучения в России предпринимались с XVI века. Предполагалось преподавание «правосудия духовного и мирского» в основанной в 1687 году Славяно-греко-латинской академии. В 1715 году Петру I был подан «Проект об учреждении в России академии политики для пользы государственных канцелярий». В 1703—1715 годах в Москве существовало т. н. Нарышкинское училище, где наряду с другими предметами преподавались этика, включавшая элементы юриспруденции, а также политика. В соответствии с «Генеральным регламентом» 1720 года была основана коллегия юнкеров (упразднена в 1763 году), которые должны были практически изучать юриспруденцию при коллегиях. При учреждении в 1725 году Академии наук было предусмотрено создание кафедры правоведения, в 1726—1765 годах в академическом университете преподавалась юриспруденция. В 1732 году был открыт Шляхетский корпус, в программу которого было включено изучение теоретической юриспруденции.
В Московском университете впервые лекции по праву были прочитаны в 1755 году, однако систематические лекции и занятия на юридическом факультете начались с 1764 года. Их читали приглашённые немецкие профессора. С 1767 года занятия вели первые русские профессора-юристы — С. Е. Десницкий и И. А. Третьяков. Право преподавалось во всех университетах (в Харькове, Казани, Дерпте, Петербурге, Киеве, Одессе и др.), основанных в России в XVIII—XIX веках. Юриспруденция как доминирующая дисциплина была введена в юридическом Демидовском лицее в Ярославле. В 1835 году было открыто училище правоведения (для дворян), также дававшее высшее юридическое образование.
В дореволюционной России в сфере образования общественные науки объединялись под названием «юриспруденция».

#### СССР
В СССР подготовка юридических кадров была организована на юридических факультетах университетов с 5-летним сроком обучения и 4-годичных юридических институтах, были открыты вечернее и заочное обучение, рассчитанные на 5-6 лет.
Готовили специалистов широкого профиля, вместе с тем имеющего глубокие знания по определённой области юридической специальности. Изучались социально-экономические (политэкономия, философия, история КПСС, научный коммунизм) и общеобразовательные дисциплины (иностранный язык, логика и т. п.), широкий круг правовых наук: общая теория государства и права, история государства и права, история политических и правовых учений, государственное право (СССР, зарубежных социалистических стран, буржуазных и развивающихся стран), административное право, гражданское право, земельное право, трудовое право, колхозное право, финансовое право, уголовное право, криминологию, судоустройство, гражданский процесс, уголовный процесс, международное право и др. Специализация осуществлялась по профилям: государственное управление и советское строительство, юридическая служба в народном хозяйстве, судебно-прокурорско-следственная работа. Дополнительно изучался цикл определённых спецпредметов, было организовано прохождение производственной практики в организациях. Специалистов-юристов для органов МВД готовила Академия внутренних дел, для Вооруженных Сил СССР — военно-юридический факультет Военного института Советской Армии.

## Современная юриспруденция

### Юридическое образование

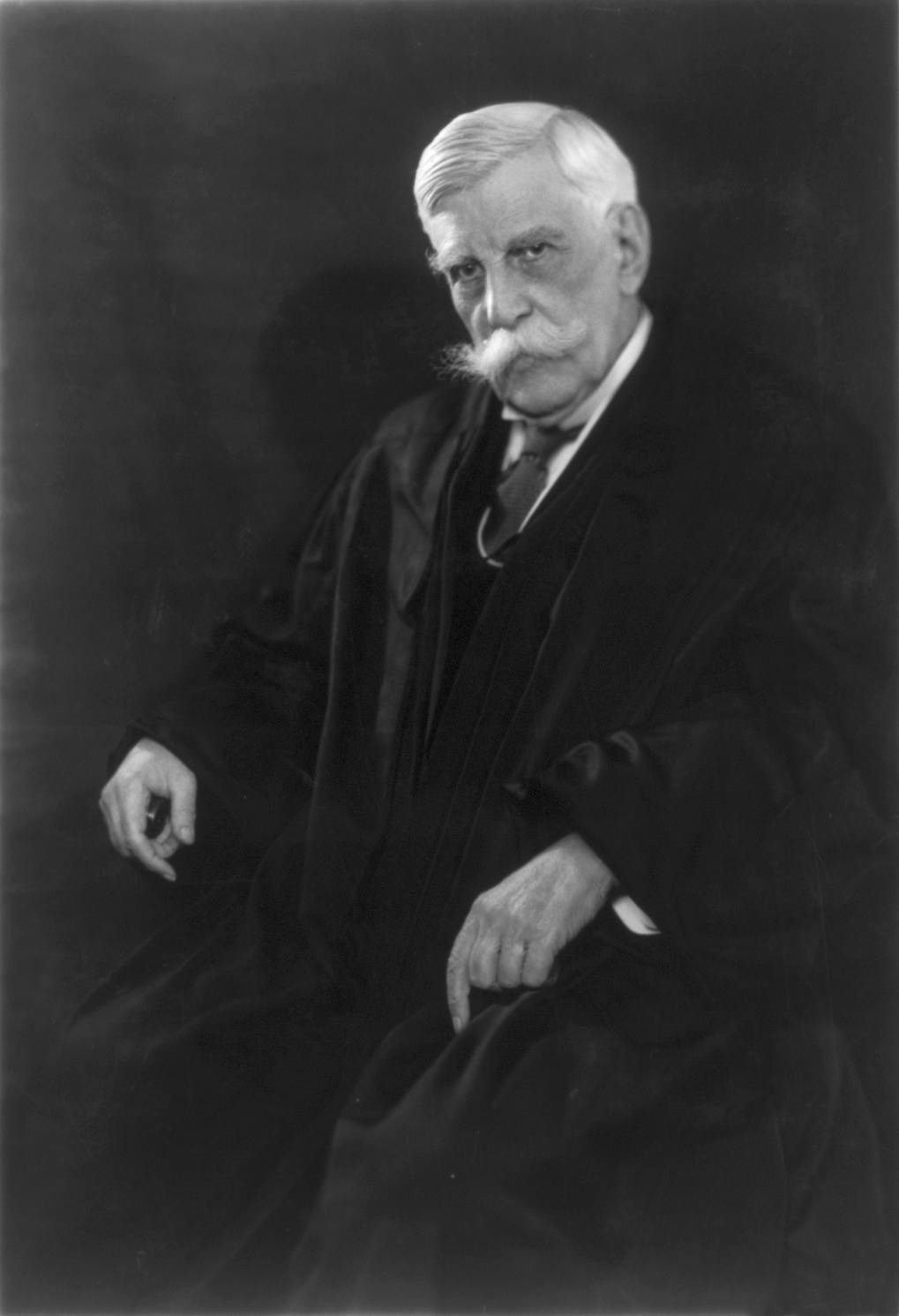
Оливер Венделл Холмс был самоучкой (правовым реалистом)

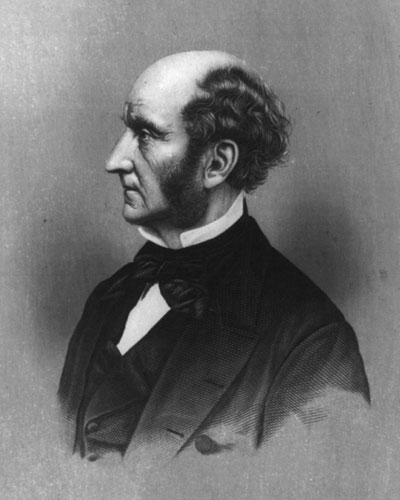
Милль считал, что закон должен создавать счастье

В XX веке в развитых странах Западной Европы, Северной Америки и ряде других стран юридическое образование распространилось чрезвычайно широко и стало как бы традиционным. Это связано с возросшей ролью правового регулирования общественных отношений в современных государствах. Некоторое сокращение числа студентов-юристов наблюдалось после окончания Второй мировой войны, однако с середины 1950-х гг. в США, Великобритании, Германии и других странах диплом юриста даёт право занимать чисто юридические должности и работать по ряду смежных профессий, но для работы в качестве адвоката, в прокуратуре, на некоторых постах государственного аппарата часто требуется дополнительная профессиональная подготовка. Во Франции для занятия судебной должности или работы в качестве адвоката необходимо, имея диплом, сдать дополнительные экзамены и получить ещё один диплом (то есть квалификационный сертификат). В скандинавских странах, в Латинской Америке диплома о юридическом образовании, как правило, достаточно для занятия любых юридических должностей.
Юридическое образование разделено на несколько учебных циклов. В США, Великобритании, Мексике и других странах 1-й цикл длится 3 года и окончившим присуждается степень бакалавра права, 2-й цикл — 1 год (выпускники получают степень магистра права). В некоторых университетах существует 3-й цикл, предусматривающий повышенную научную подготовку после которой присваивается степень доктора права). Во Франции юридическое образование включает два двухгодичных цикла: общая подготовка (по окончании выдаётся диплом) и специализация (присваивается звание лиценциата права). Звание доктора права присуждается окончившим дополнительный цикл повышенного уровня и написавшим диссертацию.
В Европе в последнее время наблюдается объединение национальных систем высшего образование в единую зону (Болонский процесс), что влияет в том числе и на организацию юридического образования в странах, входящих в эту зону (включая Россию).

#### Российская Федерация
Организация юридического образования в России, в целом, наследует советскую систему подготовки юристов.
Основной формой получения юридического образования в России являются юридические факультеты университетов, а также юридические институты и колледжи (последние дают не высшее, а среднее юридическое образование).
Для получения высшего юридического образования нужно пройти 5-летний срок очного обучения (для специалистов; по программе для бакалавров срок меньше, для магистров — больше). Существует также вечернее и заочное обучение, рассчитанное на 5-6 лет.
Учебный процесс построен так, чтобы подготовить юриста широкого профиля, которого можно использовать на любой должности, требующей юридического образования, и вместе с тем имеющего глубокие знания по определённой области юридической деятельности. Поэтому все студенты изучают, наряду с социально-экономическими, гуманитарными и общеобразовательными дисциплинами, широкий круг правовых наук:
- общую теорию государства и права, историю политических и правовых учений;
- применительно к России и зарубежным странам — историю государства и права, конституционное право;
- отрасли национальной системы права — административное право, гражданское право, налоговое право, земельное право, трудовое право, финансовое право, уголовное право, гражданский процесс, уголовный процесс и т. д.
- а также римское право, криминологию, судоустройство, международное публичное и частное право, нотариат и др.

На последних курсах обучения преподаётся дополнительный цикл специальных предметов, происходит специализация студентов-юристов по профилям: гражданско-правовой, государственно-правовой, уголовно-правовой, международно-правовой и т. п., когда учебные предметы в зависимости от профиля разнятся. Кроме того, студенты, обучающиеся в очной форме, проходят производственную практику.
В России существуют также ведомственные юридические учебные заведения: Российская правовая академия Министерства юстиции Российской Федерации, готовящая специалистов для органов юстиции; Академия Генеральной прокуратуры Российской Федерации и институты прокуратуры (Московский, Уральский и Саратовский), готовящие специалистов для органов прокуратуры; вузы МВД России (бывшие высшие школы милиции), готовящие специалистов для работы в органах внутренних дел; вузы ФСИН, готовящие специалистов для пенитенциарной системы; Академии государственной службы и управления, государственного и муниципального управления и т. п., готовящие кадры для различных органов государственной власти и управления, органов местного самоуправления. Как правило, они не только готовят специалистов, но и обеспечивают их переподготовку и повышение квалификации.
В настоящее время в России ведущими ВУЗами по подготовке юристов являются: юридический факультет МГУ, юридический факультет СПбГУ, Московский государственный юридический университет имени О. Е. Кутафина (МГЮА), факультет права Национального Исследовательского Университета — Высшей Школы Экономики, Российская правовая академия Министерства юстиции Российской Федерации, Уральская государственная юридическая академия, Российский государственный университет правосудия.
После получения высшего юридического образования можно продолжить обучение и научную деятельность по юридическим специальностям в аспирантуре (очная — 3 года, заочная — 4) с защитой кандидатской диссертации и присвоением учёной степени кандидата юридических наук. Потом возможно путём докторантуры защитить докторскую диссертацию с присвоением учёной степени доктора юридических наук.